# Marlon King
Marlon Francis King (Dulwich, 26 aprile 1980) è un ex calciatore giamaicano, di ruolo attaccante.
Assieme a Chris Wood e David Murphy, è il primatista di reti (2) con la maglia del Birmingham City nelle competizioni calcistiche europee.
Nel 2009 è stato licenziato dal Wigan a causa della condanna a 18 mesi di reclusione a lui inflitta per aggressione e molestie sessuali ai danni di una studentessa.
Dopo nove mesi di carcere è stato liberato ed è stato ingaggiato, non senza polemiche, dal Coventry City. L'11 giugno 2011 è passato al Birmingham City, con cui ha firmato un contratto triennale.
Nel maggio del 2014 è stato arrestato per guida pericolosa ed incarcerato per altri 18 mesi.

## Palmarès

### Individuale
- Capocannoniere della Football League Championship: 1

2005-2006 (22 reti)